# Symposiachrus everetti
Symposiachrus everetti là một loài chim trong họ Monarchidae.